# Вогрэсовский мост
Вогрэ́совский мост — автомобильный мост, соединяющий Левобережный и Ленинский районы Воронежа. Длина моста — около 500 метров. К мосту с правого берега реки подходит дамба, вдающаяся в Воронежское водохранилище.

## История
На месте моста издревле существовала Кузнецкая (или Купеческая) переправа. В 1931—1934 годах, на месте небольшого мостика был построен железобетонный мост и дамба. Мост строился с использованием труда заключённых. Мост назван по находящейся рядом Воронежской ГРЭС (ВоГРЭС), которую видно с моста.
Во время Великой Отечественной войны мост был взорван. Новый был построен в 1954 году, тогда же была расширена дамба.
Рядом с переправой ведутся работы по углублению дна Воронежского водохранилища и намыву территории. Мост имеет развязку с шоссе на Курск и Белгород в районе улицы Грамши.
Трамвайное движение по мосту было остановлено в 2002 году из-за сложного профиля (плохое состояние подвижного состава не позволяло подниматься на крутой подъём улицы 20-летия Октября). В настоящее время все трамвайные пути на мосту демонтированы. Демонтаж путей начат в конце октября 2008 года. В результате нарушений техники безопасности и несоблюдений правил Вогрэсовский мост к концу ноября 2008 признан аварийным. И тогда, в начале декабря 2009 года начались восстановительные работы на мосту, завершённые в январе 2010 года.

## В культуре
Вогрэсовский мост упоминается в песне «Частушки» группы «Сектор Газа» («На ВоГРЭСовском мосту церковь обокрали», альбом «Гуляй, мужик!», 1992 г.). Указание в тексте песни на расположенную на мосту церковь является художественным вымыслом — никакой церкви вблизи моста на момент написания песни не было, и только в 2012 г. на западном берегу была построена церковь Дмитрия Донского. К тому же данная частушка двадцатью годами ранее встречалась в творчестве Константина Беляева, но там вместо Вогрэсовского упоминается Кузнецкий мост.

## Галерея

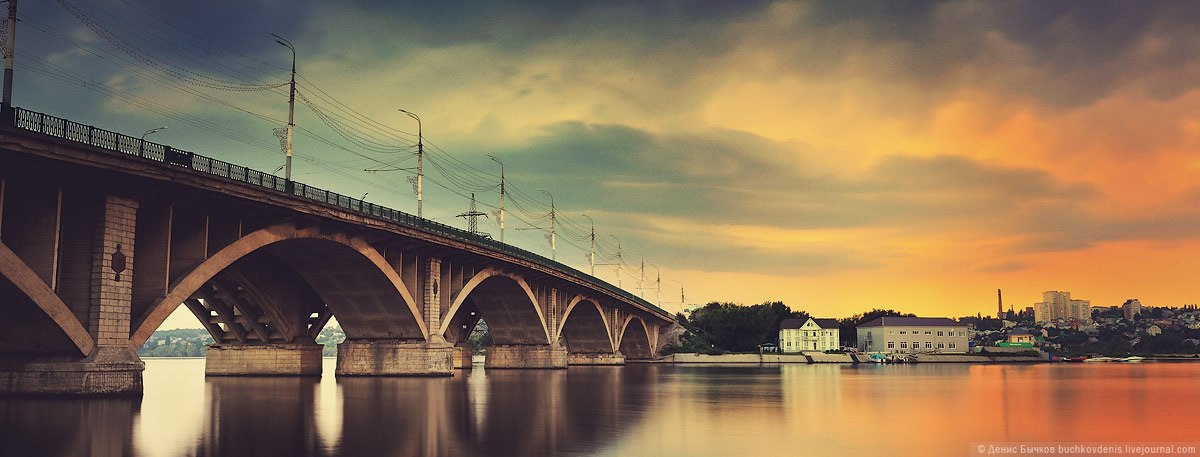
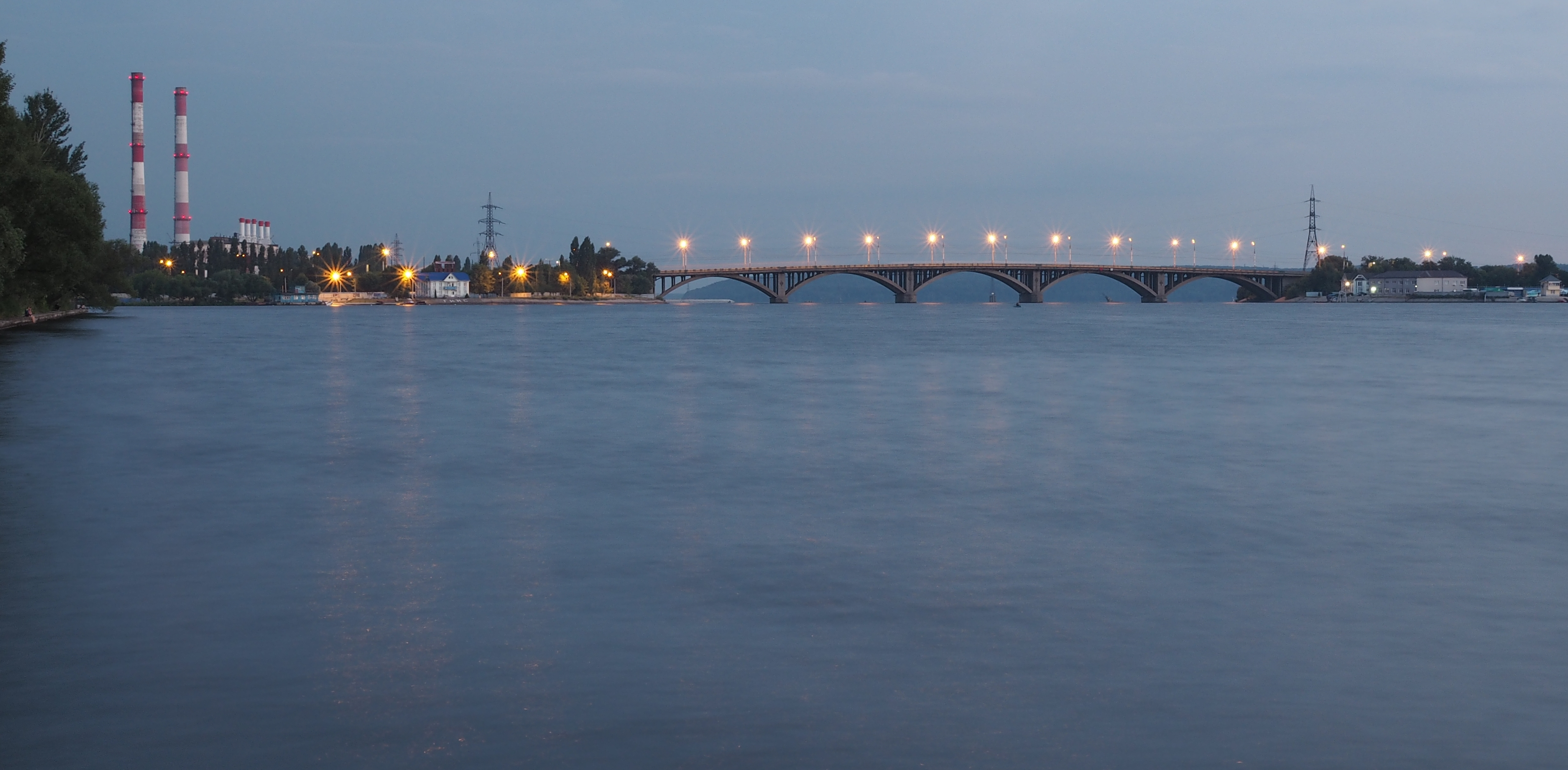
Вид на мост с левого берега реки Воронеж.